# Jardin textile du Musée de la Chemiserie
El jardín textil del Museo de la Camisería (en francés: Jardin textile du Musée de la Chemiserie también denominado como Musée de la chemiserie et de l'élégance masculine et son jardin textile) es un museo, y jardín botánico dedicado a las plantas productoras de fibras para fabricar tejidos, de 20 hectáreas de extensión, en Argenton-sur-Creuse, Francia.

## Localización
La "autoroute A203" (autovía A203) (L’Occitane) pasa por la comuna, así como las carreteras departementales : 1, 48, 48A, 55, 106, 132, 137, 913 et 927. La comuna tiene un intercambio sobre la A20 numerado como el 18.
Musée de la chemiserie et de l'élégance masculine et son jardin textile, Rue Charles Brillaud, BP 154 Argenton-sur-Creuse CP. 36200, Département de Indre, Centre, Francia.
Planos y vistas satelitales.46°35′23″N 1°31′12″E / 46.58972, 1.52000
Se encuentra abierto todos los días con una tarifa de entrada para el museo. 

## Historia
El museo de la camisería y la elegancia masculina, está ubicado en una antigua tienda de lencería, y está administrado por la «  Communauté de Communes Pays d'Argenton-sur-Creuse » (Comunidad de comunas del país de Argenton-sur-Creuse'').
Este es el testimonio de una aventura industrial: la que une las camiserías con su taller de confección. 
En este museo descubrimos conocimientos, herramientas y tradiciones que salpicaban la vida de los trabajadores. El resultado de su trabajo, las camisas y de su evolución en el tiempo.
El tema de la exposición del museo es una faceta de la "provincia de Berry", una sección entera de su historia reciente cosida a mano, la camisa.
El jardín dedicado a las plantas cultivadas por sus fibras o usos en la industria textil fue abierto al público en el año 2000. 
El diseño del jardín fue dirigido por Joël Chatain (Agencia para la Tierra) y tomó el modelo de un patrón de camisa que visto de frente está dividido en varios patrones rectangulares.

## Colecciones
El jardín creado en el patio interior del museo es una colección de plantas silvestres y cultivadas utilizadas para la producción de fibras textiles (lino, cáñamo, ortiga, escobón ...), para la producción de tintes (tojo, rubia roja, Colorante índigo...) o para otras técnicas de fabricación, tales como el cardado, o las actividades domésticas, como lavar las piezas textiles.
Entre las especies dignas de mención:
- Arbustos: Indigofera tinctoria
- Plantas vivaces: Agrimonia eupatoria, Ulex europaeus, Alchemilla vulgaris, Matricaria chamomilla, Eupatorium cannabinum, Rubia tinctorum, Humulus lupulus, Iris foetidissima, Hypericum perforatum, Urtica dioica, Saponaria bellidifolia, Chrysanthemum vulgare.
- Plantas anuales: Linum pubescens, Cannabis sativa.
- Plantas bianuales: Dipsacus fullonum, Reseda luteola.